# Premi Goya 1990
La cerimonia di premiazione della 4ª edizione dei Premi Goya si è svolta il 10 marzo 1990 al Palacio de Congresos di Madrid.

## Vincitori e candidati
I vincitori sono indicati in grassetto, a seguire gli altri candidati.

### Miglior film
- La scimmia è impazzita (El sueño del mono loco), regia di Fernando Trueba
- Squillace (Esquilache), regia di Josefina Molina
- Il mare e il tempo (El mar y el tiempo), regia di Fernando Fernán Gómez
- Montoyas y Tarantos, regia di Vicente Escrivá
- Il bambino della luna (El niño de la luna), regia di Agustín Villaronga

### Miglior regista
- Fernando Trueba - La scimmia è impazzita (El sueño del mono loco)
- Agustín Villaronga - Il bambino della luna (El niño de la luna)
- Fernando Fernán Gómez - Il mare e il tempo (El mar y el tiempo)
- Josefina Molina - Squillace (Esquilache)
- Vicente Aranda - Se ti dico che sono caduto (Si te dicen que caí)

### Miglior attore protagonista
- Jorge Sanz - Se ti dico che sono caduto (Si te dicen que caí)
- Alfredo Landa - Il fiume che ci trascina (El río que nos lleva)
- Fernando Fernán Gómez - Squillace (Esquilache)
- Fernando Fernán Gómez - Il mare e il tempo (El mar y el tiempo)
- Juan Diego - La notte oscura (La noche oscura)

### Migliore attrice protagonista
- Rafaela Aparicio - Il mare e il tempo (El mar y el tiempo)
- Ana Belén - Il volo della colomba (El vuelo de la paloma)
- Ángela Molina - Le cose dell'amore (Las cosas del querer)
- Verónica Forqué - Bajarse al moro
- Victoria Abril - Se ti dico che sono caduto (Si te dicen que caí)

### Miglior attore non protagonista
- Adolfo Marsillach - Squillace (Esquilache)
- Enrique San Francisco - La danza dell'oca (El baile del pato)
- Fernando Guillén - La notte oscura (La noche oscura)
- Juan Echanove - Il volo della colomba (El vuelo de la paloma)
- Juan Luis Galiardo - Il volo della colomba (El vuelo de la paloma)
- Manuel Huete - Il volo della colomba (El vuelo de la paloma)

### Migliore attrice non protagonista
- María Asquerino - Il mare e il tempo (El mar y el tiempo)
- Amparo Rivelles - Squillace (Esquilache)
- Concha Velasco - Squillace (Esquilache)
- Chus Lampreave - Bajarse al moro
- María Barranco - Le cose dell'amore (Las cosas del querer)

### Miglior regista esordiente
- Ana Díez - Ander e Yul (Ander eta Yul)
- Cristina Andreu - Brumal
- Isabel Coixet - Troppo vecchio per morire giovane (Demasiado viejo para morir joven)
- Teodoreo Ríos e Santiago Ríos - Guarapo
- Xavier Villaverde - Continental

### Miglior sceneggiatura originale
- Agustín Villaronga - Il bambino della luna (El niño de la luna)
- Antonio Larreta, Lázaro Irazábal, Fernando Colomo e Jaime Chávarri - Le cose dell'amore (Las cosas del querer)
- José Luis Cuerda - Svegliati, che non è poco (Amanece, que no es poco)
- Manuel Iborra - La danza dell'oca (El baile del pato)
- Rafael Azcona e José Luis García Sánchez - Il volo della colomba (El vuelo de la paloma)

### Miglior sceneggiatura non originale
- Fernando Trueba, Manuel Matji e Menno Meyjes - La scimmia è impazzita (El sueño del mono loco)
- Fernando Fernán-Gómez - Il mare e il tempo (El mar y el tiempo)
- José Luis Alonso de Santos, Joaquín Oristrell e Fernando Colomo - Bajarse al moro
- Josefina Molina, Joaquín Oristrell e José Samano - Squillace (Esquilache)
- Vicente Aranda - Se ti dico che sono caduto (Si te dicen que caí)

### Miglior produzione
- José López Rodero - La scimmia è impazzita (El sueño del mono loco)
- Andrés Santana - Bajarse al moro
- Andrés Santana - Il mare e il tempo (El mar y el tiempo)
- Francisco Villar, Jaime Fernández-Cid, Adolfo Cora, Chattab Gharbi e Selma Beccar - Il bambino della luna (El niño de la luna)
- Marisol Carnicero - Squillace (Esquilache)

### Miglior fotografia
- José Luis Alcaine - La scimmia è impazzita (El sueño del mono loco)
- Jaume Peracaula - Il bambino della luna (El niño de la luna)
- Juan Amorós - Squillace (Esquilache)
- Teo Escamilla - Montoyas y Tarantos
- Teo Escamilla - La notte oscura (La noche oscura)

### Miglior montaggio
- Carmen Frías - La scimmia è impazzita (El sueño del mono loco)
- José Antonio Rojo - Montoyas y Tarantos
- Pablo del Amo - Squillace (Esquilache)
- Pablo del Amo - Il mare e il tempo (El mar y el tiempo)
- Pedro del Rey - La notte oscura (La noche oscura)
- Raúl Román - Il bambino della luna (El niño de la luna)

### Miglior colonna sonora
- Paco de Lucía - Montoyas y Tarantos
- Antoine Duhamel - La scimmia è impazzita (El sueño del mono loco)
- Gregorio García Segura - Le cose dell'amore (Las cosas del querer)
- José Nieto - Squillace (Esquilache)
- Pata Negra - Bajarse al moro

### Miglior scenografia
- Ramiro Gómez e Javier Artiñano - Squillace (Esquilache)
- Francisco Candini - Il bambino della luna (El niño de la luna)
- Josep Rosell - Se ti dico che sono caduto (Si te dicen que caí)
- Luis Sanz - Le cose dell'amore (Las cosas del querer)
- Pierre-Louis Thevenet - La scimmia è impazzita (El sueño del mono loco)

### Migliori costumi
- Montse Amenos e Isidro Prunes - Il bambino della luna (El niño de la luna)
- Alfonso López Barajas - Montoyas y Tarantos
- Ana Alvargonzález - La notte oscura (La noche oscura)
- Marcelo Grande - Se ti dico che sono caduto (Si te dicen que caí)
- María Luisa Zabala e José María García Montes - Le cose dell'amore (Las cosas del querer)

### Miglior trucco e acconciatura
- José Antonio Sánchez e Paquita Núñez - Il bambino della luna (El niño de la luna)
- Chass Llach e Poli López - Se ti dico che sono caduto (Si te dicen que caí)
- Gregorio Ros e Jesús Moncusi - Le cose dell'amore (Las cosas del querer)
- J. Antonio Sánchez e Paquita Sánchez - La scimmia è impazzita (El sueño del mono loco)
- Juan P. Hernández e Jesús Moncusi - Il mare e il tempo (El mar y el tiempo)
- Romana González e Pepita Morales - Montoyas y Tarantos
- Romana González, José A. Sánchez, Mercedes Guillot e Pepita Morales - La notte oscura (La noche oscura)

### Miglior sonoro
- Antonio Bloch, Francisco Peramos e Manuel Cora - Montoyas y Tarantos
- Carlos Faruolo e Enrique Molinero - Svegliati, che non è poco (Amanece, que no es poco)
- Miguel Ángel Polo e Enrique Molinero - Bajarse al moro
- Gilles Ortión e Eduardo Fernández - Il mare e il tempo (El mar y el tiempo)
- Georges Prat, Pablo Blanco e Eduardo Fernández - La scimmia è impazzita (El sueño del mono loco)
- Gilles Ortión e Carlos Faruolo - La notte oscura (La noche oscura)

### Migliori effetti speciali
- Colin Arthur, Basilio Cortijo e Carlo de Marchis - La cosa degli abissi (La grieta)[3]
- Christian Bourqui - La scimmia è impazzita (El sueño del mono loco)
- Reyes Abades - Svegliati, che non è poco (Amanece, que no es poco)
- Emilio Ruiz, Reyes Abades, Ángel Alonso e Basilio Cortijo - Il bambino della luna (El niño de la luna)
- Reyes Abades - La notte oscura (La noche oscura)

### Miglior film d'animazione
- Los 4 músicos de Bremen, regia di Cruz Delgado

### Miglior film straniero in lingua spagnola
- La bella del Alhambra, regia di Enrique Pineda Barnet
- Aventurera, regia di Pablo de la Barra

### Miglior cortometraggio
- El reino de Víctor, regia di Juanma Bajo Ulloa
- Kilómetro cero: la partida, regia di Juan Luis Mendiaraz
- El número marcado, regia di Juan Manuel Chumilla-Carbajosa

### Premio Goya alla carriera
- Victoriano López García